# تل شیخ حسین سوری
تل شیخ حسین سوری در شهرستان فسا، ۱۵۰ متری جنوب غربی میانده واقع شده و این اثر در تاریخ ۲۵ اسفند ۱۳۷۹ با شمارهٔ ثبت ۳۲۷۴ به‌عنوان یکی از آثار ملی ایران به ثبت رسیده است.